# Aleiodes akidnus
Aleiodes akidnus – gatunek błonkówki z rodziny męczelkowatych.

## Zasięg występowania
Gatunek ten występuje w stanie Floryda w USA. Notowany w Big Pine Key oraz w Tall Timbers Research Station and Land Conservancy.

## Budowa ciała
Osiąga 4 mm długości. Oko złożone małe, pole malarne równie 2/3 jego wysokości. Przyoczka małe, odległość między nimi a okiem nieznacznie większa niż średnica przyoczek bocznych. Czułki z 43–45 segmentami. Koniec goleni tylnych odnóży z rzędem sztywnej szczecinki wzdłuż wewnętrznej krawędzi. W przednim skrzydle żyłka r równa, bądź nieznacznie dłuższa, od żyłki 3RSa. W tylnym skrzydle żyłka RS słabo pofalowana.
Ubarwienie cała miodowożółte, nogi nieco jaśniejsze. Trójkąt między przyoczkami czarny. Biczyk czułka brązowy. Pterostygma przednich skrzydeł czarna.

## Biologia i ekologia
Żywiciele tego gatunku nie są znani. Imago spotykane od lipca do października. Przylatują one do czarnego śiwatła.